# Oskar von Elsner

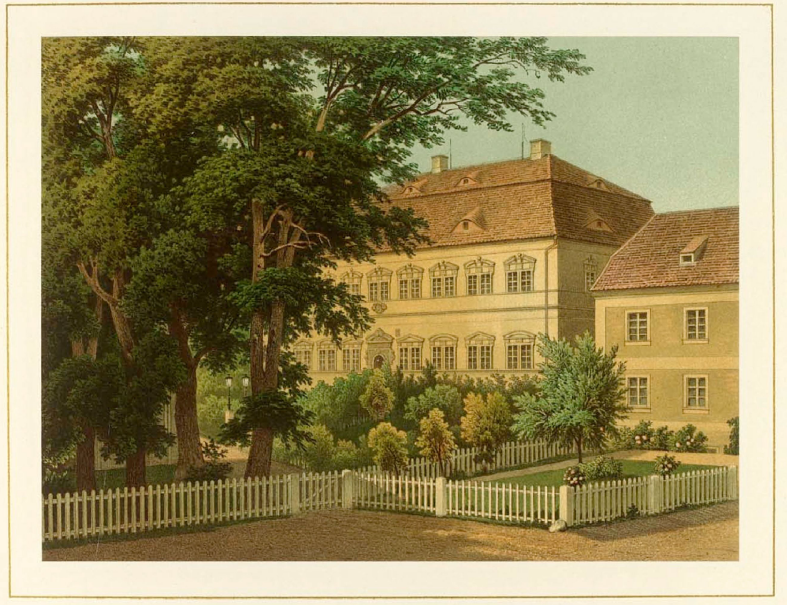
Pałac w dawnym pow. złotoryjskim, należące do rodziny von Elsner

Oskar von Elsner – pochodzący z Zagrodna landrat powiatu raciborskiego i minister w księstwie Schwarzburg-Sondershausen. Funkcję landrata powiatu raciborskiego sprawował od 28 lipca 1851 roku. W związku z nominacją na ministra w księstwie Schwarzburg-Sondershausen 12 maja 1855 roku zrezygnował ze stanowiska landrata.